# Agustín Urzi
Agustín Urzi (ur. 4 maja 2000 w Lomas de Zamora) – argentyński piłkarz pochodzenia włoskiego występujący na pozycji skrzydłowego, od 2025 roku zawodnik Huracánu.